# Hasselbach (Westerwald)
Hasselbach település Németországban, Rajna-vidék-Pfalz tartományban. Lakosainak száma 334 fő (2023. december 31.).

## Népesség
A település népességének változása:
| Lakosok száma | 249  | 316  | 320  | 305  | 330  | 334  |
|               | 1975 | 2017 | 2019 | 2021 | 2022 | 2023 |